# 17179 Codina
17179 Codina è un asteroide della fascia principale. Scoperto nel 1999, presenta un'orbita caratterizzata da un semiasse maggiore pari a 3,0575236 UA e da un'eccentricità di 0,0768980, inclinata di 9,01929° rispetto all'eclittica.